# Circuit de Wallonie 2023
La 57e édition du Circuit de Wallonie, une course cycliste masculine sur route, a lieu en Belgique le 18 mai 2023. L'épreuve disputée initialement sur 190,7 kilomètres entre Charleroi et Charleroi a été réduite à 150 kilomètres à cause de la neutralisation de la course à la suite d'un accident de motos de l'organisation. Elle fait partie du calendrier UCI Europe Tour 2023 en catégorie 1.1 ainsi que de la Coupe de Belgique de 2023.

## Équipes participantes
| WorldTeams (5)- Bora-Hansgrohe - Intermarché-Circus-Wanty - Cofidis - Alpecin-Deceuninck - Groupama-FDJ ProTeams (9)- Lotto Dstny - TotalEnergies - Israel-Premier Tech - Bingoal WB - Team Flanders-Baloise - Bolton Equities Black Spoke Pro Cycling - Euskaltel-Euskadi - Tudor Pro Cycling Team - Q36.5 Pro Cycling Team Équipes continentales (6)- Tarteletto-Isorex - ARA-Skip Capital - Restaurant Suri-Carl Ras - Team BridgeLane - Dukla Banská Bystrica - XSpeed United Continental |
| |

## Classements

### Classement final
| \| Classement général \| Classement général \| Classement général \| Classement général \| Classement général \| \| Coureur \| Coureur \| Pays \| Équipe \| Temps \| \| ------------------ \| ------------------ \| ------------------ \| --------------------------------------- \| ------------------ \| \| 1er \| Jordi Meeus \| Belgique \| Bora-Hansgrohe \| 3 h 23 min 36 s \| \| 2e \| Lionel Taminiaux \| Belgique \| Alpecin-Deceuninck \| + 0 s \| \| 3e \| Timo Kielich \| Belgique \| Alpecin-Deceuninck Development Team \| + 0 s \| \| 4e \| Milan Menten \| Belgique \| Lotto Dstny \| + 0 s \| \| 5e \| Laurence Pithie \| Nouvelle-Zélande \| Groupama-FDJ \| + 0 s \| \| 6e \| Rory Townsend \| Irlande \| Bolton Equities Black Spoke Pro Cycling \| + 0 s \| \| 7e \| Sandy Dujardin \| France \| TotalEnergies \| + 0 s \| \| 8e \| Madis Mihkels \| Estonie \| Intermarché-Circus-Wanty \| + 0 s \| \| 9e \| Dries Van Gestel \| Belgique \| TotalEnergies \| + 0 s \| \| 10e \| Giacomo Nizzolo \| Italie \| Israel-Premier Tech \| + 0 s \| |                  |                  |                                         |                 |
| |                  |                  |                                         |                 |
| |                  |                  |                                         |                 |
| Classement général |                  |                  |                                         |                 |
| Coureur | Coureur          | Pays             | Équipe                                  | Temps           |
| 1er | Jordi Meeus      | Belgique         | Bora-Hansgrohe                          | 3 h 23 min 36 s |
| 2e | Lionel Taminiaux | Belgique         | Alpecin-Deceuninck                      | + 0 s           |
| 3e | Timo Kielich     | Belgique         | Alpecin-Deceuninck Development Team     | + 0 s           |
| 4e | Milan Menten     | Belgique         | Lotto Dstny                             | + 0 s           |
| 5e | Laurence Pithie  | Nouvelle-Zélande | Groupama-FDJ                            | + 0 s           |
| 6e | Rory Townsend    | Irlande          | Bolton Equities Black Spoke Pro Cycling | + 0 s           |
| 7e | Sandy Dujardin   | France           | TotalEnergies                           | + 0 s           |
| 8e | Madis Mihkels    | Estonie          | Intermarché-Circus-Wanty                | + 0 s           |
| 9e | Dries Van Gestel | Belgique         | TotalEnergies                           | + 0 s           |
| 10e | Giacomo Nizzolo  | Italie           | Israel-Premier Tech                     | + 0 s           |

### Classements UCI
La course attribue des points au classement mondial UCI 2023 selon le barème suivant :
| Position           | 1er | 2e | 3e | 4e | 5e | 6e | 7e | 8e | 9e | 10e | 11e | 12e | 13e à 15e | 16e à 25e |
| Classement général | 125 | 85 | 70 | 60 | 50 | 40 | 35 | 30 | 25 | 20  | 15  | 10  | 5         | 3         |